# Hållbovallen
Hållbovallen är en by i Älvdalens kommun, belägen invid Riksväg 70, 11 km öster om Nornäs och 1 km norr om Bunkris.

## Kända personer från Hållbovallen
- Leo Persson, socialdemokratisk riksdagsman 1985-1998